# Carlo Vanvitelli
Carlo Vanvitelli (Napoli, 1739 – Napoli, 10 maggio 1821) è stato un architetto e ingegnere italiano, attivo principalmente a Napoli e nei dintorni. Egli costruì numerosi edifici in stile neoclassico e dal re, nel primo Ottocento, venne nominato primario del corpo degli architetti e ingegneri. Il Vanvitelli operò anche nel completamento delle opere paterne apportando spesso modifiche all'originale dando un aspetto più sobrio ed elegante agli edifici, tra questi spicca la Reggia di Caserta.

## Biografia

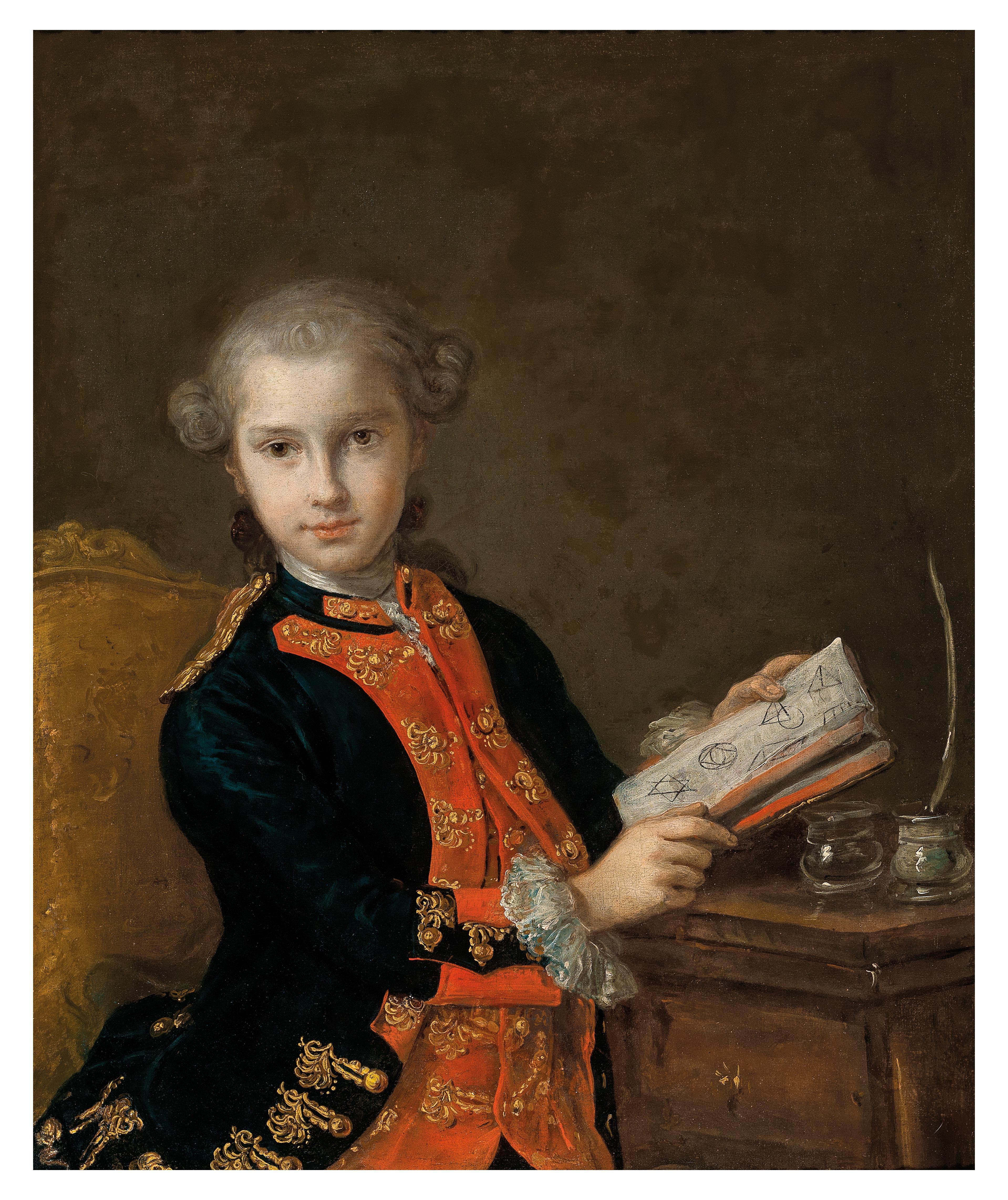
Ritratto di fanciullo (forse Carlo Vanvitelli), Giuseppe Bonito, Dorotheum, Vienna

Carlo Vanvitelli è il primogenito di Luigi Vanvitelli, oltre a lui anche i fratelli Pietro Vanvitelli (Roma, 1741 – ?) e Francesco Vanvitelli (Roma, 1745 – ?) diverranno architetti. Gaspare Vanvitelli, altro fratello, invece prenderà la carriera forense. La sua formazione è pervenutaci attraverso le epistole tra il Vanvitelli e il fratello Urbano.
Carlo e Pietro ebbero una formazione parallela, entrambi si esercitarono nel cantiere della Reggia di Caserta e furono attivi nei cantieri dell'Acquedotto Carolino insieme a Francesco Collecini e Pietro Bernasconi. Nel 1759 collaborarono col padre ai rilievi del Foro Carolino. L'ultimo lavoro insieme dei due fratelli è una collaborazione con il Collecini per il rilievo del Casino di San Nicadro a Barra, questo lavoro fu alquanto impegnativo poiché è intervenuto anche il Vanvitelli stesso a risolvere alcuni problemi.

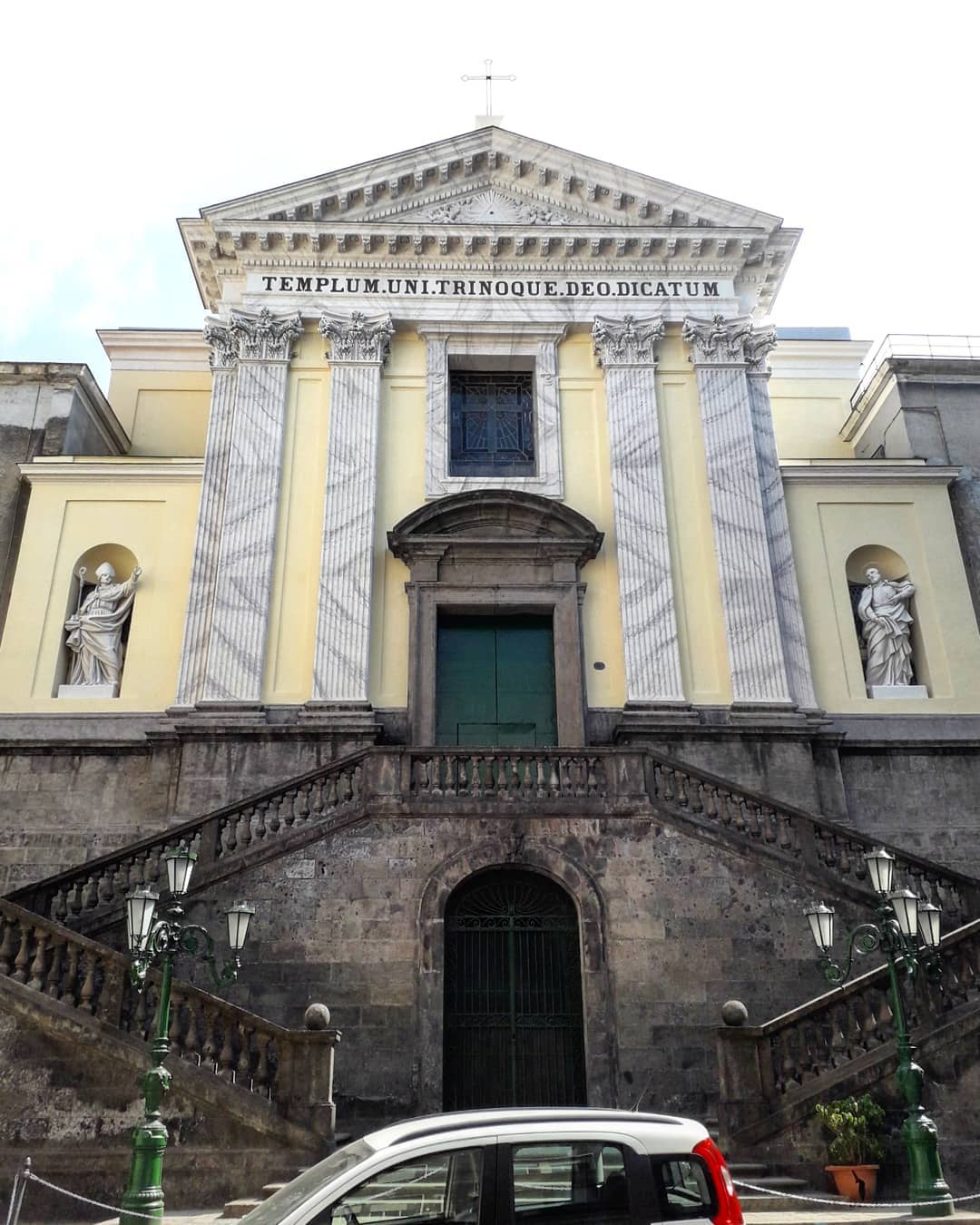
La chiesa della Santissima Trinità dei Pellegrini, una delle opere di Carlo

Luigi prese la decisione di lasciare Carlo a Napoli e Caserta per seguire i lavori paterni, mentre Pietro e Francesco partirono per la Spagna con Francesco Sabatini e Marcello Fonton. In una lettera il Vanvitelli dichiarò di avere più di sessant'anni, sofferente di gotta, si stabilì ad Ischia per cure termali; Carlo nel frattempo risiedeva a Caserta per dirigere il cantiere sotto stretta supervisione paterna, fino alla sua morte.
Alla morte del padre avvenuta il 1º marzo 1773, Carlo acquisì la direzione del cantiere della Reggia e vi eseguì anche alcuni lavori di pregevole interesse architettonico, tra questi il giardino all'inglese e le decorazioni degli ambienti. Questo periodo fu anche molto travagliato a causa di cambiamenti culturali diretti verso il neoclassicismo dove Carlo rimase incerto nelle sue soluzioni architettoniche.

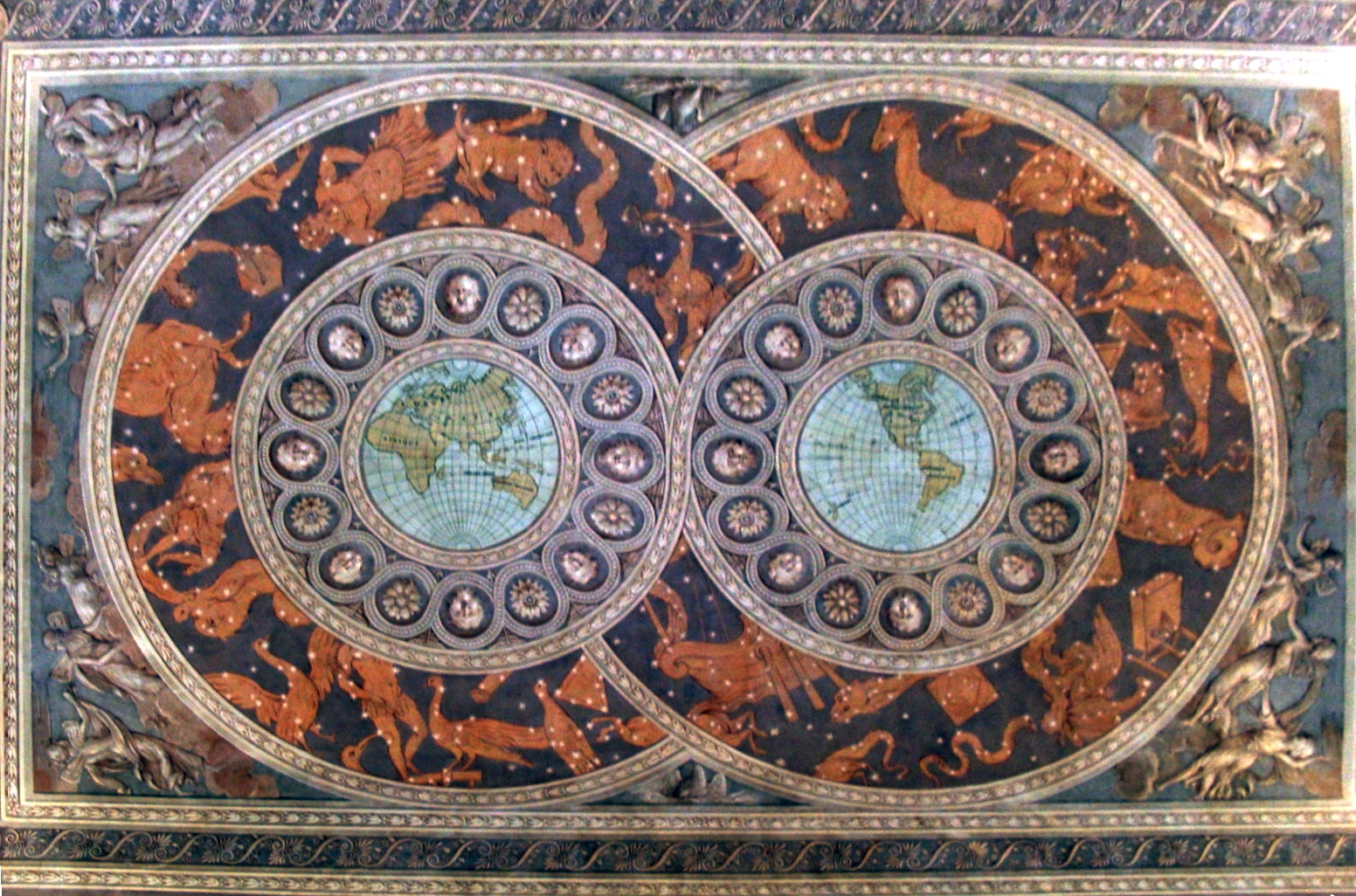
Decorazioni nella Reggia di Caserta, Carlo Vanvitelli e Filippo Pascale

La sua formazione era avvenuta sotto stretto contatto paterno e fu determinante anche nella produzione matura dell'architetto, ma non produsse soluzioni architettoniche originali, rimanendo fedele al linguaggio classicista espresso da Luigi Vanvitelli nella Reggia di Caserta.

## Opere principali

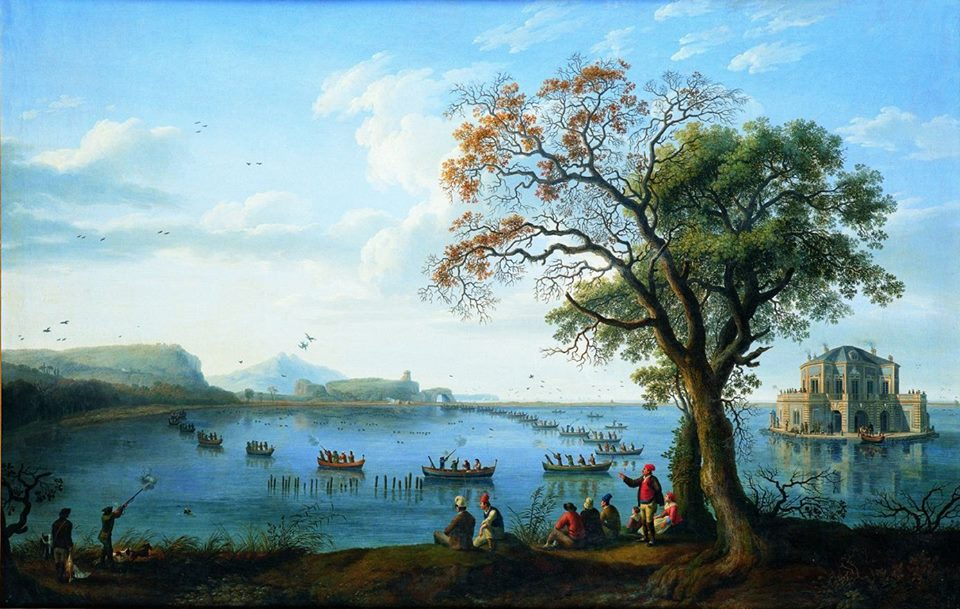
Casina Vanvitelliana in un dipinto di Jakob Philipp Hackert

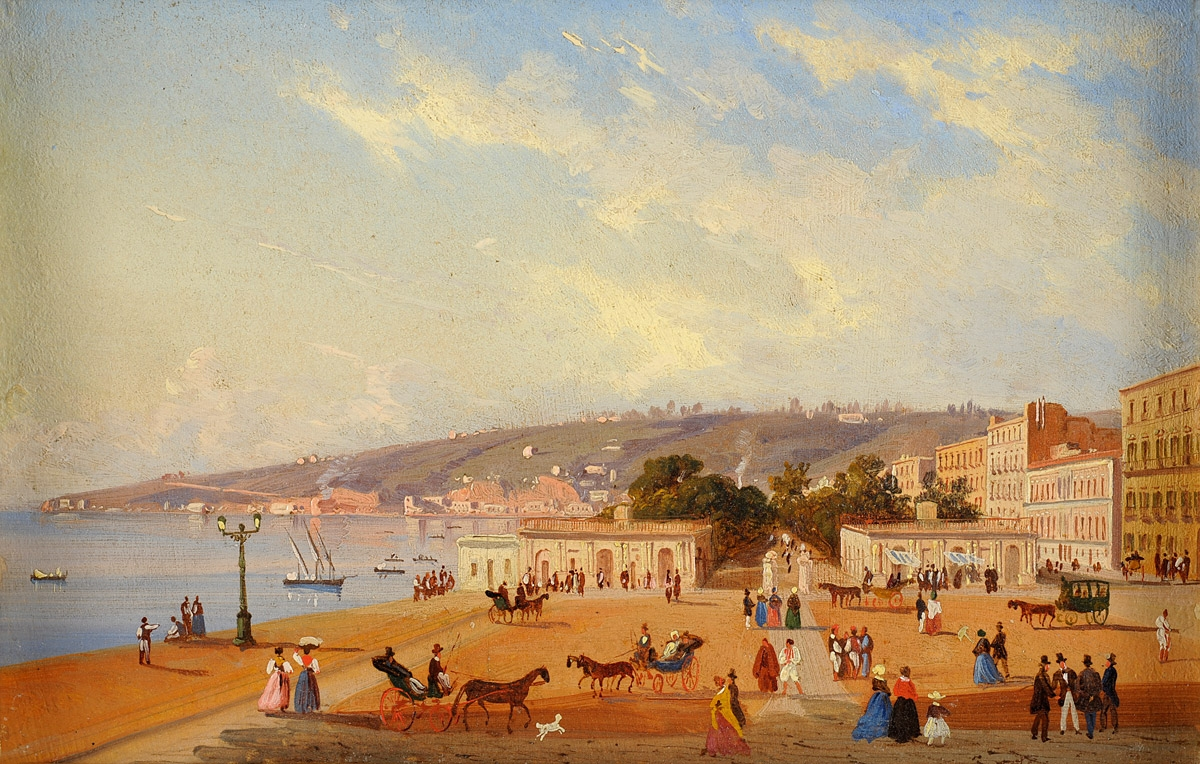
Villa comunale di Napoli in un dipinto di Salvatore Fergola

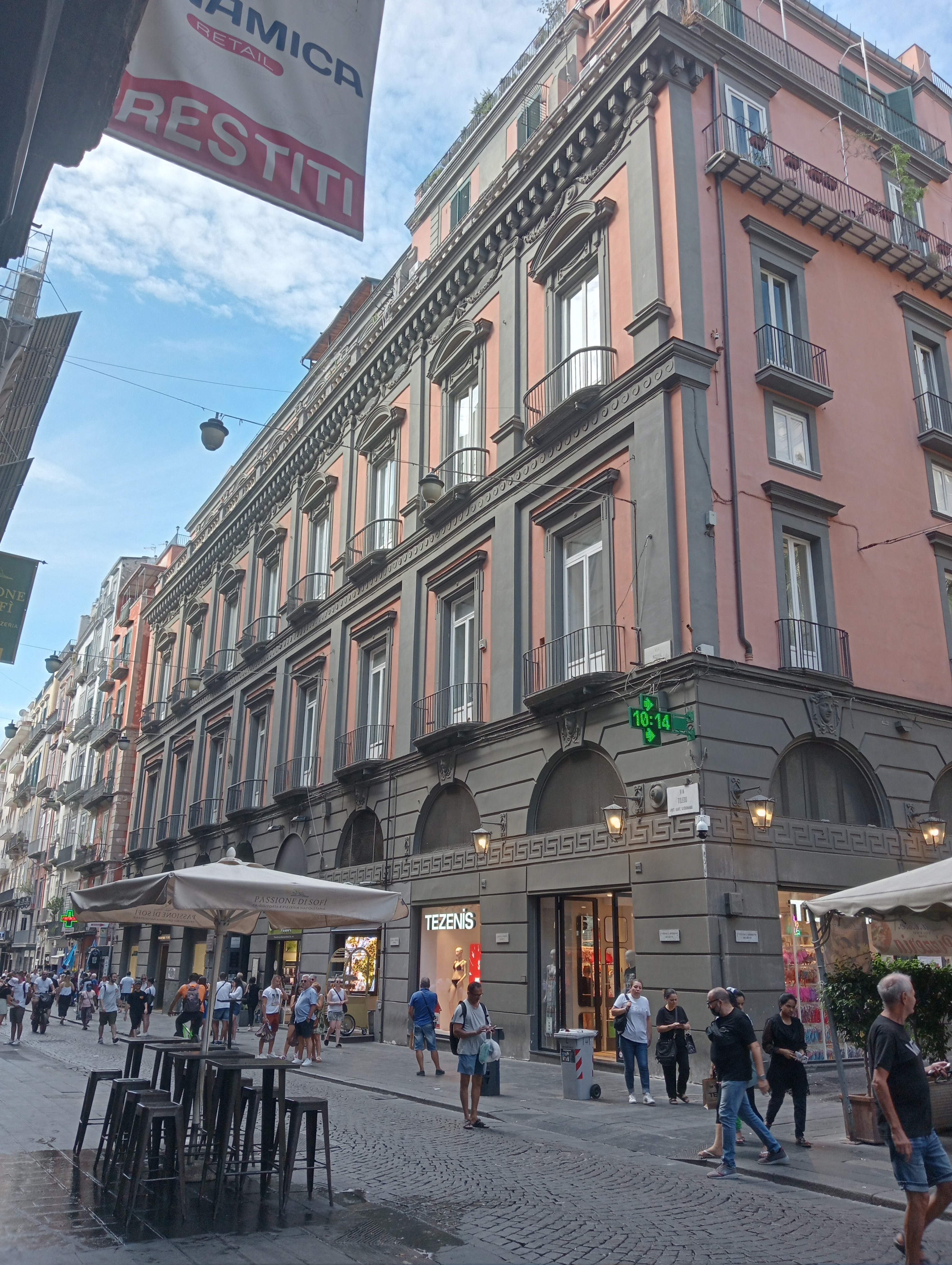
Palazzo Berio

- Palazzo Berio (erezione su progetti paterni e apportazioni di modifiche alla facciata)
- Casina Vanvitelliana (completamento)
- Reggia di Caserta (completamento e modifiche)
- Villa Reale (poi Villa Comunale)
- Palazzo Doria d'Angri (erezione su progetti paterni)
- Palazzo del Cardinale Zapata (restauro)
- Basilica della Santissima Annunziata Maggiore (completamento)
- Chiesa della Santissima Trinità dei Pellegrini
- Villa Campolieto (completamento)
- Palazzo Medici di Ottaviano (attribuzione progetti)
- Palazzo De Lellis (Isernia)
- Palazzo Leonetti (Caserta)